# Piss on Pity
Piss on Pity (letteralmente "pisciare sulla pietà") era uno slogan ideato dal cantautore Johnny Crescendo (|Alan Holdsworth) durante le proteste del Telethon nel Regno Unito.
È un grido di battaglia per coloro che fanno parte dei gruppi inclusivi della disabilità nella politica mondiale. Secondo i suoi sostenitori, l'implicazione dello slogan è che la pietà, sebbene sembri un'emozione positiva e utile, in realtà è dispregiativa. Per loro, essa si basa sull'avversione conscia o inconscia per le persone disabili e sull'abilismo che quell'avversione rappresenta.
Gli attivisti che usano questo slogan spiegano spesso che il loro obiettivo finale è quello di trasmettere la volontà, come per l'antirazzismo e l'antisessismo, di eliminare la pietà dal dibattito sociale mondiale sulla disabilità, sia a livello governativo che culturale, e promuovere, invece, pratiche inclusive della disabilità e politiche di pari potere.